# Rhamphomyia nox
Rhamphomyia nox är en tvåvingeart som beskrevs av Oldenberg 1917. Rhamphomyia nox ingår i släktet Rhamphomyia och familjen dansflugor. Inga underarter finns listade i Catalogue of Life.